# Invasió Portuguesa
|  | Per a altres significats, vegeu «Invasió Portuguesa (1816)». |

La Invasió Portuguesa del 1811 (en portuguès: Primeira campanha cisplatina) va ser un conjunt d'accions militars dutes a terme per les forces de Portugal ubicades al sud del Brasil, en territoris que avui formen la República Oriental de l'Uruguai i part de la Mesopotamia, Argentina, entre el juliol del 1811 i setembre del 1812.
Les forces portugueses d'invasió estaven comandades pel governador i capità general de la capitanía de Río Grande de San Pedro (en portuguès, Capitania do Rio Grande de São Pedro), Diego de Souza (en portuguès, Diogo de Souza), i el seu objectiu era socórrer al Virrei del Riu de la Plata, Francisco Javier de Elío, assetjat a Montevideo per forces revolucionàries de les Províncies Unides del Riu de la Plata. La invasió va incloure enfrontaments amb milícies orientals capitanejades per José Gervasio Artigas i l'acció de forces irregulars portugueses dedicades al saqueig.

## Setge de Montevideo
La esquadra reialista controlava el Riu de la Plata i va realitzar el Primer bloqueig de Buenos Aires des del 3 de setembre del 1810. L'exèrcit revolucionari sota el comandament del general Manuel Belgrano que tornava de la frustrada Expedició de Belgrano al Paraguai, després d'haver reunit les seves forces a Candelaria, va travessar la Mesopotamia i va creuar el Riu Uruguai per a operar a la Banda Oriental, instal·lant el seu quarter general a Mercedes. El 27 de febrer del 1811 els criolls de la Banda Oriental es van sublevar contra el virrei, fet conegut com a Crit d'Asencio i van avançar cap a Montevideo.
El 20 de març del 1811 Elío va emetre una proclama al poble oriental amenaçant directament amb la intervenció portuguesa si la insurrecció continuava:
| « | El virrei d'aquestes províncies als habitants de tota la campanya de la Banda Oriental del Riu de la Plata: Veïns de tota aquesta campanya, les intrigues i suggerències a la desesperada de la Junta de Buenos Aires us han precipitat en el projecte més desbaratat i criminal. Retireu-vos a les vostres cases a gaudir de la vostra tranquil·litat que no se us perseguirà: Altrament la vostra ruïna i la de les vostres famílies serà certíssima. La Junta de Buenos Aires ni vol ni pot donar-vos els auxilis de soldats i armes que us promet, perquè ni els té ni pot passar cap expedició pel riu que no sigui desbaratada pels molts vaixells armats amb què el tinc defensat; Però encara que algun escapes, de que us servirà? Mireu que a les meves ordres entraran quatre mil portuguesos, i amb la expedició que ha sortit a la campanya, agafats entre dos focs, ni podreu escapar ni llavors us valdrà penedir-vos: Encara teniu ocasió, retireu-vos us dic un altre cop a les vostres cases i si no m'obeïu sereu derrotats sense remei i els vostres bens seran confiscats - | » |

El primer Setge de Montevideo per tropes revolucionàries es va desenvolupar entre el 21 de maig i l'octubre del 1811, després que José Gervasio Artigas aconseguís la victòria a la Batalla de Las Piedras el 18 de maig. José Rondeau va posar setge a Montevideo amb l'auxili dels gautxos orientals, milícies guaranís portades per Belgrano des de Misiones i les forces enviades per Buenos Aires. Elí va veure com a única sortida l'auxili de les tropes portugueses del Brasil i així va ser que va sol·licitar la seva ajuda per derrotar els revolucionaris.

## Exèrcit d'Observació
Per a prevere focus revolucionaris al seu territori i estar preparats per a intervenir en territori espanyol, el govern Portuguès va organitzar l'Exèrcit d'Observació (Exército de Observação) a la recentment creada capitanía de Río Grande de San Pedro, ficat al comandament del seu capità general i governador, Diego de Souza.

### Legió de San Pablo
La força inicialment estava formada per dues divisions i després es va separar un destacament per a São Borja. El nucli de l'exèrcit d'observació era la Legió de Voluntaris de Sant Pau (Legião de Voluntários de São Paulo) que havia arribat al Rio Grande do Sul, a finals del 1808, provinent de São Paulo. La legió estava formada per dos batallons d'infanteria de quatre companyies cadascuna, dues bateries d'artilleria muntada i quatre esquadrons de cavalleria lleugera. El 15 d'octubre del 1810 el cap de la Legió, el brigadier Gonçalo Antônio da Fonseca e Sá va informar al ministre de guerra de Portugal, el comte Linhares Rodrigo de Sousa Coutinho, que la Legió havia partit del quarter general de Porto Alegre havent sortit cap al Rio Pardo les dues companyies d'artilleria a cavall i quatre-cents cinquanta-set soldats d'infanteria. Informava també que els quatre esquadrons de cavalleria van sortir a la vil·la de Rio Grande i que restava sortir cap al Rio Pardo a part de la infanteria.
A principis del 1811 la Legió i forces milicianes concentrades als campaments de San Diego i de San Sebastián. El juliol del 1811 Joaquim de Oliveira Álvarez va rebre el comandament de la Legió per la mort de Fonseca e Sá.

### Divisió del Marquès de Souza
La Divisió del Marquès de Souza estava comandada pel mariscal de cavalleria Manel Marquès de Souza (El primer dels diversos amb el mateix nom), comandant de la Frontera del Riu Gran, estava concentrada a la Guàrdia de Sant Sebastià (Guarda de São Sebastião) a les serres de les proximitats de l'actual Bagé a prop del destruït Fort de Santa Tecla. Estava integrada per:
- Batalló d'infanteria del Riu Gran (Batalhão de Infantaria do Rio Grande)
- Dos esquadrons de cavalleria lleugera de Rio Pardo.
- Quatre esquadrons de la cavalleria lleugera de la Legió de Sant Pau
- Un esquadró de cavalleria de milícies del Riu Gran.

### Divisió de Curado
La expedició de Belgrano al Paraguai va motivar que després de la batalla de Paraguarí el governador reialista del Paraguai, Bernardo de Velasco sol·licités una ajuda de dos-cents soldats al capità general Diego de Souza, qui havia ofert auxilis prèviament sense arribar a concretar-se. Des de San Diego, Souza va enviar una força de mil homes a San Borja sota el comandament del coronel Joan de Deu Menna Barreto (João de Deus Menna Barreto) formada per:
- Una bateria d'artilleria de la Legió de Sant Pau
- Dues companyies d'infanteria (dos-cents caçadors) de la Legió de Sant Pau
- Regiment de Dracs del Riu Gran (Dragões do Rio-Grande)
- Dos esquadrons de milícies del Riu Pardo

Al gener del 1811 el governador de Misiones, Tomás de Rocamora va alertar a Belgrano sobre l'arribada d'aquesta força a Sant Borja, seu del comandament de Misiones a càrrec del sergent major Francisco das Chagas Santos.
Souza va passar revista als dos campaments de San Diego i San Sebastián al febrer i març del 1811, respectivament. Va comunicar a Velasco el 25 de febrer l'arribada de la força a San Borja i que tenia ordres del rei de Portugal per auxiliar a les autoritats que reconeguessin els drets de Carlota Joaquina. El 10 d'abril Souza va comunicar a Velasco que havia incrementat les forces a mil cinc-cents homes a San Borja i que s'havia posat al comandament d'aquestes.

## Intervenció Portuguesa
Souza va ordenar que totes les forces de la capitania es concentressin a la Guàrdia de Sant Sebastià, deixant una petita força a Sant Borja per atendre la defensa de les Misiones Orientals sota el comandament del coronel Menna Barreto. Provinent de Sant Borja, el 24 de maig Souza va arribar al campament de Sant Diego i l'endemà va partir junt amb les forces de Curado cap a la Guàrdia de Sant Sebastià.
Diego de Souza tenia ordres d'acudir a la primera crida que les autoritats reialistes li fèssin. El 8 de maig el virrei Elio va enviar al seu secretari Juan Bautista Esteller a sol·licitar l'auxili de tropes portugueses a Diego de Souza. Aquest va rebre la petició el 18 de juny, quan viatjava cap al campament de Sant Sebastià. El 3 de juny Souza va sol·licitar reforços al comte de Lihares per a garantir les fronteres del Riu Gran del Sud i el 20 de juny li va comunicar que l'exèrcit es trobava establert al campament de Sant Sebastià. El 26 de juny va arribar la divisió de Curado i el 6 de juliol els bagatge.s
El 9 de juny del 1811 l'alcalde de Mandisoví, Pablo Areguatí, va comunicar a Belgrano que des de Sant Borja havia partit un gran exèrcit d'entre quatre mil i cinc mil homes, per la Cuchilla Grande en direcció a Montevideo.
La força es va anomenar l'Exèrcit Pacificador de la Banda Oriental (Exército de Pacificação da Banda Oriental).
Souza va reunir als principals caps en consell i van decidir iniciar la marxa el 15 de juliol Portugal sempre havia disputat a Espanya el territori de la Banda Oriental i no va deixar escapar aquesta ocasió. En conseqüència, després de retrasar-se la sortida dos dies, el 17 de juliol del 1811 va sortir l'exèrcit rumb al Rio Jaguarão amb quatre mil soldats portuguesos ben armats d'artilleria. La força marxava en dues columnes principals, la primera sota el comandament de Curado i de Marques amb la cavalleria i la segona amb la infanteria sota el comandament del mariscal Portelli.
El 19 de juliol del 1811 al Pas del Valent, Diego de Souza va publicar un manifest als habitants de la Banda Oriental sobre "les pures i lleials intencions de la seva Majestat Reial que era pacificar les terres de La seva Majestat Catòlica i no conquerir-les"
| « | No és intenció de conquerir el vostre país, al que em determino d'entrar-hi, l'objectiu de les meves operacions només tindrà la finalitat de calmar les aigües d'una revolució que desgraciadament us inquieta i us obliga a vessar sang dels vostres propis compatriotes | » |

El 21 i 22 de juliol l'exèrcit va creuar el riu Jaguaró (Rio Jaguarão). El comandament de Cerro Largo, Joaquín de la Paz havia rebut ordres d'abandonar la vil·la de Melo incendiant-la, però va enviar un comunicat a Diego de Souza declarant-se Carlotista i demanant-li que s'avancés una força cap a la vil·la per evitar-ne la destrucció, pel que el Marquès de Souza va rebre la ordre d'avançar cap a Melo amb dos esquadrons de cavalleria lleugera i dos esquadrons de dracs. El 23 de juliol Marques de Souza es va apoderar de la Vil·la de Melo. Al tornar a la columna principal, es van perdre a causa de la boira nocturna, i com a resultat dos sentinelles van morir per hipotèrmia degut al fred de l'hivern (l'hivern a l'hemisferi sud és al juliol i a l'agost). Entre el 27 de juliol i el 12 d'agost l'exèrcit pacificador es trobava al campament de Melo, quedant a la vil·la una força portuguesa sota el comandament de Manel Álvarez Guimaraens.
A principis d'agost Rondeau va enviar dues divisions de cavalleria sota el comandament respectiu del coronel Pedro Pablo Pérez i del Capità Baltasar Bargas per a observar els moviments de l'exèrcit portuguès i recollir ramat i cavalls que puguèssin servir als invasors. Les forces van ser reclutats entre les partides que custodiaven els rius uruguaians i de la Plata, desguarnint les costes.
L'exèrcit portuguès va creuar el Riu Cebollatí pel Pas de la Creu (sis quilòmetres aigües avall de la Xarquejada) i el 30 d'agost van arribar al marge occidental de la Llacuna Merín a la barra de San Miguel a la barra de Sant Miquel. Van capturar a continuació el Fort de San Miguel deixant una guarnició.
Diego de Souza va destacar tres-cents soldats de cavalleria de les columnes laterals perquè voregessin el riu Tacuarí i avancèssin sobre Santa Teresa abans que els seus defensors rebessin reforços. El 5 de setembre Marques de Souza va prendre la Fortalesa de Santa Teresa. La Fortalesa havia sét presa pels reialistes el dia 5 de maig i estava custodiada pel coronel Ángel Francisco Núñez amb tres-cents cinquanta homes i quatre canyons. Va ser abandonada pels seus defensors el 2 de setembre juntament amb el veí poble de Santa Teresa, que va ser incendiat pels seus habitants i abandonant-lo a continuació. El fet es sol considerar com el primer escaló del Èxode Oriental. Marques de Sousa va enviar partides en persecució dels fugits, una de les quals, de nit va envair el campament revolucionari a la llacuna de Castillos, rendint-se setze soldats de cavalleria amb tres-cents soldats. En un ràpid avenç, una altra partida va sorprendre a les forces revolucionàries concentrades a Rocha (Uruguai), prenent dos-cents cavalls i dotze presoners, entre ells els capitans Castillos i Gordillo. Els danys comesos pels defensors en intentar volar la fortalesa van ser reparats pels portuguesos, que la van dotar d'artilleria i forces de defensa, quedant-s'hi cinc canyons, un obús, dos morters i altres dues peces d'artilleria abandonades pels defensors i dos-cents vint-i-cinc soldats.
El 29 de setembre va ser atacat el campament de Rincón del Avestruz, estada de Romualdo de la Vega, ubicada entre el Riu Olimar i Avestruz Grande, a prop de Melo, on es trobava el capità de cavalleria Ramón Villademoros amb cent deu homes. La partida portuguesa estava comandada per Manuel Joaquim de Carvalho, qui va sortir de Melo amb setanta-tres homes i va sorprendre a Villademoros quan preparava un atac a la Vil·la de Melo per ordre de Rondeau, deixant-hi trenta-set morts.
El 3 d'octubre l'exèrcit va prosseguir la seva marxa sense trobar resistència, ocupant San Carlos i arribant Diego de Souza a Maldonado el 14 d'octubre, on es va establir el Quarter General sense reacció revolucionària. L'avenç portuguès va ser facilitat per les observacions militars realitzades per Curado durant els seus viatges diplomàtics.
El 14 d'octubre Diego de Souza va ordenar a Francisco Carneiro de Figueiredo Sarmento que marxés amb cent vint-i-vuit soldats a ocupar el poble de Minas.

## Armistici entre Buenos Aires i Montevideo
A Rio de Janeiro el cònsol britànic al Brasil, Lord Strangford havia iniciat sense èxit a l'abril un procés de mediació orientat a mantenir el statu quo, que deixés en suspens la disputa de fons entre els juntistes de Buenos Aires i regentistes de Montevideo.
Les tropes portugueses van amenaçar en aixecar el setge de Montevideo i l'Exèrcit del Nord havia sét derrotat en la batalla de Huaqui el 20 de juny perdent-se l'Alt Perú. Belgrano va ser derrotat al Paraguai mentre la flota reialista controlava els rius, pel que el nou govern de les Províncies Unides, el Primer Triumvirat assumit el 23 de setembre del 1811 va decidir posar fi al setge i negociar un armistici. Lord Strangford va conduir la negociació firmant-se l'armistici el 20 d'octubre del 1811, que obligava al cessament de les hostilitats i la retirada de les forces de Buenos Aires i de Portugal, i al aixecament dels bloquejos de Buenos Aires i Montevideo. La Banda Oriental i les vil·les d'Entre Ríos de Concepción del Uruguay, Gualeguay i Gualeguaychú havien de quedar sota el control del virrei, fet que va ocasionar el disgust dels seus habitants i l'inici de l'Èxode Oriental. El conveni va ser ratificat per Elío el 21 d'octubre i tres dies després pel Triumvirat.

## Retirada Patriota i Èxode Oriental
Complint el pacte, les tropes de Buenos Aires van començar a abandonar el setge el 14 d'octubre, van evacuar el territori oriental al desembre del 1811 i van tornar a Buenos Aires, mentre que les altres forces van travessar el riu Uruguai, acampant a Entre Ríos. Artigas i els altres cabdills que reconeixien l'autoritat del Triumvirat no van acceptar en un principi l'acord, però es van retirar creuant el riu Negre entre l'11 i 13 de novembre del 1811, essent seguits per gran part de la població que no volia quedar-se a viure sota la dominació reialista o portuguesa. Aquest fet es coneix com a Èxode Oriental.
El 10 de desembre del 1811 van creuar també el riu Uruguai i es van establir a San Antonio del Salto Chico (avui Concordia, Argentina), i al juny del 1812 es van retirar a les seves rodalies, instal·lant-se al Campament d'Ayuí. Artigas va mantenir algunes forces a la costa oriental del riu Uruguai.
El 3 de març del 1812 l'enviat paraguaià el capità Bartolomé Laguardia va enviar al seu govern una relació de les milícies orientals comandades per Artigas.
| « | L'exèrcit està format per entre quatre i cinc mil homes armats amb fusells, carrabines i llances. Quatre-cents indis Xarrues armats amb fletxes i boles i estic persuadit, que encara als pobles d'indis s'han disposat a formar les seves companyies perquè he vist alguns corregidors uniformats (...) Que la tropa d'Artigas té bastanta gent armada; Que hi hauran vuit o nou carretes de municions; Que la major part de les cavalleries estan inutilitzades; Que tres toldos dels Xarrues van passar a l'altre costat de l'Uruguai quedant la resta d'aquest costat junt al Daymán, puntes de l'Arapey i Sopas; Que la Divisió de Torgués passava a les Misiones Occidentals, per La Cruz o Santo Tomé, i comptaria amb cent homes d'armes i dos-cents de llances i que tenen abundants canoes; Que entre San Antonio i Daymán es troben les partides d'Artigas reunint Cavalls i vaques flaques i que les passen avall del del Salto Chico. | » |

## Atac portuguès als pobles mesopotàmics

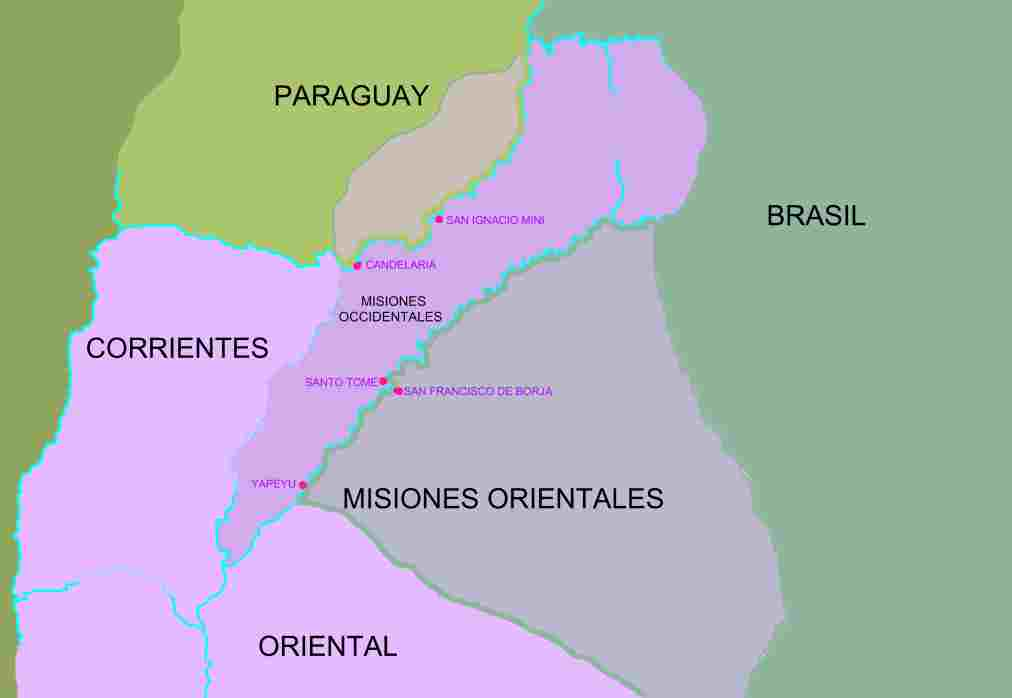
Misiones.

Per atendre la defensa de les Misiones Orientals, Souza va deixar al coronel Menna Barreto amb un destacament de tropes a San Borja. Menna Barreto va organitzar partides mixtes amb forces veteranes, milicians i voluntaris criolls i guaranís que va enviar a ambdós costats del riu Uruguai. Tot i que aquestes partides estaven sota el comandament d'oficials es van dedicar al saqueig i pillatge, augmentades amb delinqüència local.
El governador intendent de Misiones, Tomás de Rocamora, va ser rellevat del càrrec a finals de maig del 1811, sense que la Junta de Buenos Aires li nombrés un successor. Els deu pobles que van quedar-se sense ocupar pels paraguaians van quedar sota el govern dels subdelegats: Celedonio José del Castillo al Departament de Concepción i Bernardo Pérez Planes al de Yapeyú, sota control directe de Buenos Aires.
Al 1811 bandes armades irregulars lusobrasileres majoritàriament guaranís van envair els pobles missioners, capturant al comandant de Yapeyú. Al comandament d'Antonio dos Santos Pedroso, des de Yapeyú van envair Mandisoví expulsant l'alcalde d'Areguatí, qui el 13 de juliol va informar que els portuguesos havien fet un saqueig general. Partint de San Diego, poc després van ocupar sense resistència el poble de Belén a la Bnada Oriental, Manuel dos Santos Pedroso (alias Maneco) va travessar el riu Uruguai pel Salto Chico i es va apoderar del port de San Antonio de Salto Chico al mes de juliol. El comandant d'Entre Ríos, José Miguel Díaz Vélez, només va destacar cent efectius a custodiar la frontera del seu territori.
Una partida portuguesa de cinquanta-cinc milicians sota el comandament de Manuel Carvallo i de Bento Manuel Ribeiro, amb la col·laboració de l'Espanyol Benito Chain va atacar Paysandú l'1 de setembre, morint en la seva defensa el capità Francisco Bicudo i la major part de la seva companyia de cinquanta homes de cavalleria que custodiaven la vil·la (només se'n van salvar vuit). Va ser el Combat de Paisandú. Una altra partida sota el comandament de Ribeiro (qui va quedar ferit i presoner) va ser batuda al Paso de Yapeyú al Riu Negre pel comandant Ojeda amb milicies orientals. Va ser el Combat del Paso de Yapeyú. Després d'aquestes victòries els portuguesos van travessar el riu Negre saquejant les zones limítrofes a Santo Domingo Soriano i a Mercedes.
Per a contenir els atacs, José Rondeau va enviar a principis de setembre al capità de dracs José Ambrosio Carranza amb un destacament al nord del Riu Negre. El 8 de setembre Carranza va entrar a Mercedes i després va aconseguir desallotjar als portuguesos de Paysandú el 9 d'octubre, després de dos atacs a la vil·la, contant amb l'ajuda de Manuel Artigas amb vint-i-vuit Xarrues i els veïns capitanejats per Baltasar Ojeda.
El 14 de setembre Souza va escriure a Maneco ordenant-li destruir les embarcacions que trobés al nord del Salto Grande de l'Uruguai.
Des de Mandisoví, les forces lusobrasileres van atacar Curuzú Cuatiá el 19 de setembre del 1811. Les columnes de cent atacants van aconseguir que els cinc-cents defensors del poble es retirèssin a darrere del Riu Corrientes. Van arribar també fins al Riu Paraná a Caballú Cuatiá (Actual La Paz. A petició d'Elío van avançar rumb a Concepción de l'Uruguai, vil·la que es trobava bloquejada per vaixells espanyols enviats des de Montevideo. L'11 d'octubre del 1811 els portuguesos van atacar la vil·la, però van ser rebutjats per les forces del capità Francisco S. Quevedo.
El 30 de setembre el tinent governador de Corrientes, Elías Galván va ser nomenat cap de les forces destinades a recuperar els pobles ocupats pels portuguesos, concentrant les seves tropes a Caaguazú.
Davant del perill d'invasió, les poblacions de Yapeyú, La Cruz i Santo Tomé van emigrar cap a San José. El poble de La Cruz va ser atacat el 13 d'octubre el poble misioner de San José el 19 d'octubre i Santo Tomé el 2 de novembre. Celedonio del Castillo va concentrar les seves forces als pobles de San Carlos i Mártires.
Van recuperar Curuzú Cuatiá el 19 d'octubre. El 29 de novembre forces del tinent governador de Correintes, Elías Galván, sota el comandament de José Ignacio Añasco van expulsar de Mandisoví als lusobrasilers.
El 15 de novembre del 1811 el Triumvirat va nombrar a Artigas Tinent Governador Justícia Major i Capità de Guerra de l'expressat Departament (Yapeyú) i els seus partits, amb comandament sobre els deu pobles missioners subjectes al control de Buenos Aires.
Al desembre Maneco amb tres-cents homes va saquejar Gualeguay i després es va dirigir a Belén, des d'on va bloquejar l'avenç d'Artigas cap al Salto Chico. El 7 de desembre Artigas li va comunicar a Galván:
| « | Arribant ja en retirada fins a dos llegues del Salto, no he tingut la menor novetat en els punts per on he transitat, que queden ara a la meva espasa. No obstant, això no ha sét suficient per a destruir la sospita que sempre m'ha inspirat la mala fe dels portuguesos | » |

El 12 de desembre Santos Pedroso va comunicar a Menna Barreto:
| « | El senyor José Artigas amb el seu exèrcit, està distant del meu campament, dotze llegues; Pot arribar a Belén i des d'allí seguir endavant. Faré qualsevol impossible per atacar-lo i quan no pugui m'aniré retirant fins a les possessions del nostre Augusto Príncipe. Per a la defensa del territori, voldria la vostra senyoria enviar l'auxili necessari perquè en cas contrari, entraran fins a les nostres possessions més interiors. | » |

El 18 de desembre Artigas va enviar des del Riu Daymán al capità de Blandengues Manuel Pintos Carneiro amb cinc-cents soldats de cavalleria i quatre-cents cinquanta-dos indígenes Xarrues i Minuans a intentar convènçer a Maneco el desallotjament de Belén, aconseguint vence'ls al Combat d'Arapey a on els portuguesos van tenir cinquanta morts i les forces d'Artigas en van tenir cinc. El dia 21 el poble va ser recuperat, refugiant-se Maneco a les serres del Yarao al nord del Cuareim. Artigas va justificar així l'acció que trencava l'armistici.
| «                                 | Jo llavors vaig veure compromesa la seguretat de tots i justificat qualsevol procediment meu per a la defensa natural. Sense pastures per als cavalls, impossibilitats d'aliments per als soldats i les famílies i precisats de mantindre'ns en aquell punt per a concloure el paisatge. Jo em vaig decidir i el 18 del present mes vaig fer marxar a una divisió d'aquesta companyia formada per cinc-cents homes a la que hi vaig unir quatre-cents cinquanta-dos indis, tots sota el comandament del capità Manuel Pinto Carneiro, en direcció a Belén, a la rodalia del qual es trobava la columna portuguesa de tres-cents homes sota les ordres del Sergent Major Don Manuel Dos Santos Pedroso. Senyor Excel·lèntíssim: Això ha sét inevitable. La capitulació la còpia de la qual tinc l'honor d'incloure per a la vostra excel·lència ho confirma de forma indubtable. Les armes de la pàtria es van veure precisades d'atacar-los | » |
| — Part al Govern de Buenos Aires. | |   |

Per fer front a Artigas, Deigo de Souza va enviar a finals de desembre del 1811 des de Maldonado a San Diego als regiments de Dracs i de milícies de cavalleria del Riu Pardo, sota el comandament del coronel Thomaz Da Costa.

## Resistència portuguesa a complir l'armistici
Souza va ser notificat de que el seu exèrcit havia de retrocedir al Brasil el 8 d'octubre del 1811, dies abans de la firma de l'armistici pel capità Luís de la Robla enviat per Elío, però es va negar a tornar. La resistència de les milícies i l'auxili encobert per part de Buenos Aires va ser després la excusa perquè les forces portugueses no abandonessin el territori. El comandant de les forces portugueses va exigir com a condició per a la seva partida la dissolució de les milícies d'Artigas i garanties de que aquestes forces no atacarien poblacions portugueses.
Diego de Souza va presentar una reclamació davant de Buenos Aires per a exigir que tant aquest govern com el de Montevideo, reconeguessin la situació de les seves tropes, i prenguessin mesures contra Artigas que assumia una actitud de resistència, al no evacuar totalment el territori oriental d'acord amb l'acordat a l'armistici.

## Final de l'armistici
Resistit per totes les parts, l'armistici no es va mantenir. El nou governador reialista de Montevideo, Gaspar de Vigodet va exigir al Triumvirat accions contra Artigas. El Triumvirat va donar suport a Artigas però va proposar la retirada d'aquest a canvi de la retirada dels portuguesos. Amb el front ja estabilitzat, el Triumvirat va informar a Vigodet l'1 de gener del 1812 que ajudaria a Artigas a expulsar-los. Vigodet va respondre que li impediria i el 6 de gener del 1812 es va tancar el port de Montevideo, pel que Vigodet va donar implícitament per trencat l'armistici. El 31 de gener es van reprendre les hostilitats.
Els contactes d'Artigas amb el Paraguai van aconseguir que la Junta Paraguaiana aprovés una aliança contra els portuguesos el 9 de gener del 1812. Una altra aliança va ser signada amb Corrientes a l'abril, oferint tropes paraguaianes per a defensar-la. Els paraguaians van construir un fortí a prop de Candelaria, defensat per sis-cents homes. També van construir dues bateries a prop de Humaitá per a impedir que vaixells de Montevideo remuntant el riu Paraguai ataquessin Asunción del Paraguai.
Des del seu campament al Riu Daymán a mitjans de febrer Artigas va destacar a Fernando Otorgués cap a Santo Tomé amb cent cinquanta homes, un esquadró de voluntaris, tres companyies que comandava Fructuoso Rivera i algunes milícies misioneres, per a defensar els pobles de l'atac portuguès. Després d'una breu resistència, va recuperar successivament els pobles de Santo Tomé, Yapeyú i La Cruz, que havien set ocupats per forces portugueses que pertanyien al coronel Mena Barreto.
A l'abril del 1812 el triumvirat va comunicar al cònsol de Gran Bretanya a Rio de Janeiro, Lord Strangford, la decisió d'enviar a Diego de Souza un ultimàtum exigint el seu immediat retir sota amenaça de guerra. El Triumvirat va enviar a Artigas vint mil pesos conduïts per Ventura Vàzquez i el Regiment de Pardos i Morenos sota el comandament de Miguel Estanislao Soler i el va fer cap de les operacions.
Des de Maldonado, a principis del 1812 Diego de Souza va convocar a l'exèrcit a tots els habitants de Rio Grande d'entre setze i quaranta anys, els quals havien de presentar-se en un termini de deu dies. Amb els reforços rebuts, Sousa va reunir un exèrcit de cinc mil homes i trenta-sis canyons. El 16 de març del 1812, l'Exèrcit pacificador va marxar cap a Paysandú, passant per la ciutat Pan de Azúcar, Paso de Coelho (20 - 24 de març sobre el riu Santa Lucía), Cerro Pelado, Paso del Durazno (sobre el riu Yí, actual Durazno), Paso d'Alcorta (actual Paso de los Toros sobre el riu Negre), i Arroyo Malo, entrant a Paysandú el 2 de maig i acampant després a la desembocadura del rierol San Francisco al riu Uruguai, on es va atrinxerar. Durant la marxa van haver d'enfrontar-se amb guerrilles artiguistes. El 17 de març, al campament de Pan de Azúcar els portuguesos van rebre provisions de les autoritats reialistes de Montevideo com a gratitud per a les tropes.
Durant l'avenç cap a Paysandú, el 6 d'abril l'exèrcit va travessar el riu Yí. L'endemà es van avançar dues columnes de cavalleria amb cinc-cents homes de la legió i de les milícies, amb dos obusos i quatre canyons, amb la finalitat de netejar de partides milicianes els passos del riu Negre. El 8 d'abril el general Joaquim de Oliveira Álvares amb cent soldats i dues peces d'artilleria que es van avançar van desallotjar el Paso de Alcorta, sobre el riu Negre, que estava essent travessat per dos-cents milicians sota el comandament de Germano Machario i de Rubio Marques. Va ser el Combat del Paso de Alcorta. Van morir deu milicians orientals, prenent-se set presoners, tres-cents cavalls, cent cinquanta bous i dues carretes amb municions.
El 26 de març del 1812, Bento Manuel Ribeiro amb vuitanta homes, sortint des de San Borja va atacar Yapeyú, defensada reeixidament per Pérez Planes amb quatre-cents soldats als que s'hi van sumar uns cent més enviats posteriorment per Artigas. El 4 i el 6 de maig el coronel d'enginyers Francisco das Chagas Santos amb quatre-cents milicians, quaranís i sis canyons va atacar Santo Tomé (Combat de Santo Tomé), defensada per Galván i les seves forces de Corrientes recent arribades, havent de repassar el riu Uruguai en ser rebutjats, i emportant-se tres mil caps de ramat com a resultat dels saquejos de la campanya i deixant el poble destruït. Al combat van morir cent cinquanta defensors.
Desde San Diego el coronel Thomaz da Costa va avançar amb els dracs i milícies del Riu Pardo per a enfrontar-se a les forces d'Artigas a la zona entre els rius Ibicuy i Cuareim, obligant-los a repassar el riu Uruguai.
El 7 d'abril Artigas va travessar el riu Uruguai, deixant dos-cents homes a la costa occidental i destacant partides cap als rius Cuareim, Negre i Tacuarembó. El 13 d'abril va ser avisada una força portuguesa de dos-cents homes al rierol Itapebí Gran (o Tapeby, afluent del riu Uruguai). Da Costa i Maneco havien acampat amb una força de mil homes de les tres armes a Tapeby. Artigas va despatxar contra ells cinc-cents infants sota el comandament del capità de dracs Francisco Uriondo, qui va xocar contra els portuguesos reforçat ja amb quatre-cents homes més (Combat de Itapebí Grande). Artigas va enviar en auxili a quatre-cents infants del Regiment de Pardos i Morenos sota el comandament de Soler, amb dos canyons sota el comandament de Zufriategui, resultant el retir i persecució dels portuguesos al nord del riu Arapey Gran, amb cinc morts. Una força de dos-cents soldats de cavalleria va quedar-se custodiant el pas del Arapey.
L'11 d'abril el capità de milícies de cavalleria portuguès Antonio Adolfo Charão va atacar un destacament de cavalleria oriental a les puntes del Daymán, derrotant-lo.
Quan s'acostaven a prop de Paysandú, el govern de Buenos Aires va ordenar a Artigas retornar al Ayuí, en moments en què Lord Strangford intermediava a la cort de Rio de Janeiro i aconseguís que els portuguesos abandonessin la Banda Oriental.
Al juny del 1812, Chagas va intentar atacar La Cruz, defensada per forces de Corrientes, però Galván li va comunicar que havien cessat les hostilitats i es van retirar.

## Tractat Rademaker-Herrera

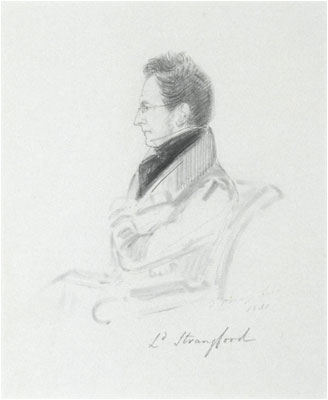
Lord Strangford.

La mediació britànica va aconseguir que el 26 de maig del 1812 es firmés el Tractat Rademaker-Herrera entre el govern de les Províncies Unides del Riu de la Plata i l'Imperi Portuguès, que va posar fi a la intervenció portuguesa a la Banda Oriental, possibilitant l'inici del Segon Setge de Montevideo. El tractat va ser firmat per l'enviat portuguès, el tinent coronel Juan Rademaker, i el secretari interí de govern del Primer Triumvirat, Nicolàs Herrera.

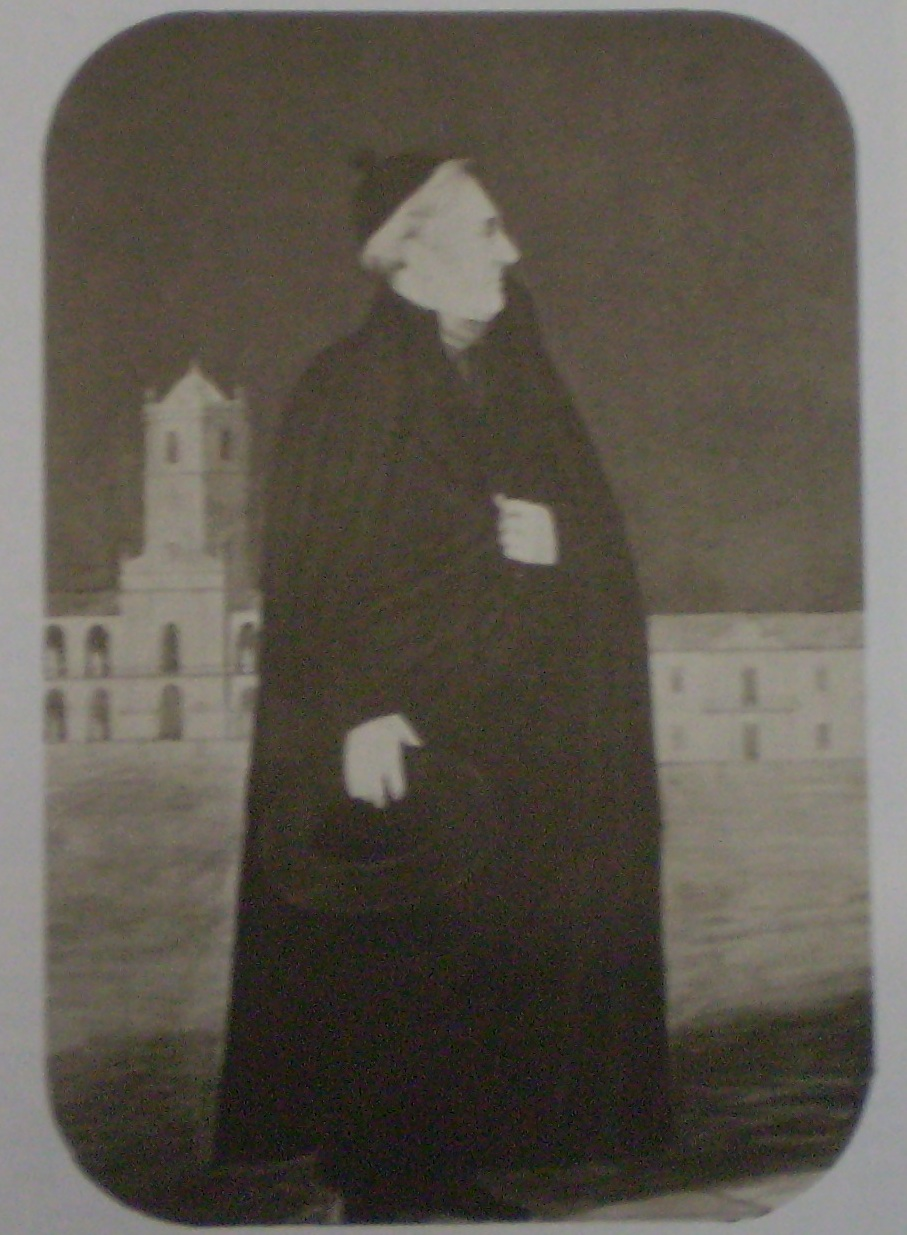
Nicolás Herrera.

L'article tercer disposava que les tropes d'ambdós exèrcits es retirarien:
| « | dins dels límits del territori dels dos estats respectius, entenent-se aquests límits, aquells mateixos que es reconeixien com a tals abans de començar les seves marxes l'exèrcit portuguès cap al territori espanyol. | » |

L'acord així plantejat deixava fora la qüestió de Montevideo: A la pràctica, l'exèrcit portuguès es replegava, però el de les Províncies Unides podia continuar o reiniciar les seves operacions a la Banda Oriental.
Davant de les novetats, el governador Gaspar de Vigodet va enviar al capità de fragata José Primo de Rivera y Ortiz de Pinedo a Rio de Janeiro per a sol·licitar a Lord Strangford que intercedís davant del Príncep Regent perquè no ratifiqués el tractat. Per la seva banda, Diego de Souza es va negar a retirar-se com especificava l'acord.
El 29 de maig una força portuguesa que marxava cap al Salto Oriental per a impedir el pas a les forces d'Artigas, va sofrir la dispersió de la cavalleria per accions dels Xarrues i Minuans. La força estava formada per un batalló d'infanteria, dos esquadrons de cavalleria, i cent-un soldats d'artilleria (tots de la Legió) amb dos canyons i dos obusos, dos esquadrons de milícies de Porto Alegre i cent cinquanta milicians de Manuel dos Santos Pedroso que se li van incorporar. El dia 31 es van avançar dos esquadrons de cavalleria sota el comandament del coronel Álvares en cerca d'indígenes. El 12 de juny el tinent coronel Ignacio dos Santos Abreu, amb dos-cents soldats de cavalleria i cent d'infanteria de la Legió i el Regiment de milícies de Porto Alegre, va derrotar a l'avantguarda d'Artigas, formada per Xarrues i Minuans al rierol Laureles (afluent del Daymán), morint quatre cacics i vuitanta indígenes. Cinc portuguesos van morir durant l'acció i van prendre entre dos mil cinc-cents i tres mil cavalls (Combat del Arroyo Laureles). Els portuguesos van establir campament a la boca del Rierol San Antonio Grande.
El 10 de juny Diego de Souza va rebre la ordre del rei João VI de suspendre els combats i retirar-se de la Banda Oriental. El 13 de juny l'exèrcit va iniciar la marxa. El 25 de juliol se li va reunir la força del coronel Álvares.
El tractat va ser ratificat per les Províncies Unides el 17 de juliol i al coneixe'l el Consell d'Estat de Portugal va considerar que Rademaker s'havia extralimitat. Però Strangford novament va pressionar a la Cort perquè acceptés l'armistici en els termes pactats.
El 15 de juliol Chagas Santos va informar l'estat de les seves forces a San Borja: Un destacament de vint-i-nou homes d'artilleria de la Legió, Batalló d'infanteria i artilleria de la Capitania de San Pedro, Regiment de milícies guaranís de cavalleria i milícies de cavalleria portugueses.
El 18 d'agost l'Exèrcit Pacificador va arribar al camp de Santa Anna, des d'on van retornar al territori portuguès marxant en dues columnes en direcció a Bagé i Alegrete, respectivament. La força dirigida a aquesta última va arribar el 25 d'agost a les cavalleries del Cuareim; El 28 d'agost als Cerros de Santa Anna, als vessants del Cuñapirú el 5 de setembre, arribant al campament de Concepción el 27 de setembre.
El govern portuguès per intermediari del comte Das Calveas va enviar llavors a Buenos Aires el 13 de setembre del 1812 un ofici ratificant el tractat i donant les seguretats de que:
| « | (...) les tropes portugueses van començar sense perdre el temps la seva retirada a dins dels seus respectius límits, de forma que el rigor de la estació i alguna falta de transports li haguèssin pogut permetre | » |

Al arribar a San Sebastián i a San Diego, les tropes milicianes van ser desmobilitzades, mentre que els altres van tornar a Riu Pardo i Riu Gran. Diego de Souza va rebre el títol de Comte del Riu Pardo.
El govern de Buenos Aires va comissionar primer a Manuel José García i a Marcos Balcarce per a proposar un acord amb Montevideo, el qual va ser rebutjat per Vigodet, qui insistia en el reconeixement del Consell de Regència d'Espanya i les Índies pel que es va donar inici al segon setge de la ciutat.

## Conseqüències territorials
Els portuguesos no van evacuar completament les seves forces als límits establerts abans de la invasió, quedant en el seu poder la regió entre els rius Ibicuy, Cuareim, Uruguai i Santa Maria, on avui es troben els municipis de Uruguaiana, Quaraí, Santana do Livramento, Alegrete i part de Rosário do Sul i Dom Pedrito. A la rodalia del campament de la Guàrdia de San Sebastián va sorgir la ciutat de Bagé (la data fundacional de la qual es pren al 17 de juliol del 1811) i a la rodalia del campament de San Diego (avui conegut com a Capela Queimada) va sorgir la ciutat d'Alegrete després de la seva destrucció al 1814 per forces artiguistes al comandament de José Antonio Berdún. Aquest campament va ser la base des d'on el capità José de Abreu Mena Barreto va rebutjar els atacs artiguistes per a recuperar la regió.